# Paul Fentener van Vlissingen
Paul Fentener van Vlissingen, né le 21 mars 1941 à Utrecht et mort le 21 août 2006 à Langbroek, est un homme d'affaires milliardaire et philanthrope néerlandais.

## Carrière
Issu d'une très riche famille d’industriels, Paul Fentener van Vlissingen devient le dirigeant du conglomérat de l’énergie SHV Holdings, qui commerçait avec le régime de l’apartheid en Afrique du Sud.
Il fonde en 1999 African Parks (AP), après avoir, explique-t-il, participé à un dîner de gala chez Nelson Mandela en compagnie de la reine Beatrix des Pays-Bas, où il fut discuté de l’avenir des parcs nationaux sud-africains.
Initialement créée en tant que société commerciale, AP adopte le statut d’organisation non gouvernementale (ONG) en 2005, ce qui lui permet de bénéficier d'une image plus favorable et d'obtenir plus facilement des financements. Son conseil d'administration est constitué d'hommes et de femmes d’affaires, tels que Robert-Jan Van Ogtrop, son président, associé au fonds d’investissement dans l’agro-industrie Phatisa, le banquier sud-africain Ted Woods ou encore Rosette Chantal Rugamba, fondatrice de Songa Africa, une entreprise de tourisme de luxe.